# Albert Selimov
Albert Shevketovich Selimov (in russo Альберт Шевкетович Селимов?; Kaspijsk, 5 aprile 1986) è un pugile russo naturalizzato azero, unico pugile ad aver battuto ai punti, nella categoria dei pesi piuma, il campione olimpico ucraino Vasyl' Lomačenko, oro a Pechino 2008, nella carriera dei dilettanti al Mondiale di Chicago 2007.

## Palmarès

### Mondiali - Dilettanti
- Oro a Chicago 2007 nei pesi piuma.

### Europei - Dilettanti
- Oro a Plovdiv 2006 nei pesi piuma.
- Oro a Mosca 2010 nei pesi leggeri.